# YEN TOWN BAND
YEN TOWN BAND是1996年日本導演岩井俊二執導的電影《燕尾蝶》中出現的一支虛構樂團，由主唱「固力果」（Chara飾演）和其他幾位男性成員組成。
還可以指發行電影相關的音樂唱片時使用的一個角色名義，但和電影不同，只由Chara和音樂製作人小林武史組成。
以「YEN TOWN BAND」名義共發行了一張單曲和一張專輯，單曲《Swallowtail Butterfly ～愛之歌～》是電影的片尾曲，專輯《MONTAGE》則收錄電影中的8首歌曲。均取得Oricon公信榜冠軍，而且總銷量也相當不俗。

## 作品
單曲
- Swallowtail Butterfly ～愛之歌～（1996年7月22日）

專輯
- MONTAGE（1996年9月16日）